# Neuhaus
Neuhaus (in sloveno Suha) è un comune austriaco di 1 025 abitanti nel distretto di Völkermarkt, in Carinzia. Nel 1958 ha inglobato i comuni soppressi di Leifling e Schwabegg.

## Monumenti e luoghi d'interesse
- Castello di Leifling, nell'omonima frazione.